# 肱骨外上髁炎
肱骨外上髁炎，俗称网球肘，是一种肱骨外髁突附近（肘关节外侧）酸痛的症状。

## 病因
前臂伸肌肌腱在抓握东西（如网球拍）时收缩、紧张，过多使用这些肌肉会造成这些肌肉起点的肌腱变性、退化和撕裂，即通常说的网球肘。
病因主要是肘关节使用过度导致关节损伤。除去网球，其他过量运动也可导致该病，如游泳、攀爬、反覆的工作、弹吉他。肘关节创伤也可能发展为网球肘，因此“於過度使用或創傷造成伸腕肌腱源頭的微小破裂及發炎”应该是网球肘的根本原因。

## 诊断
患者手肘外側上髁被压迫时会有局部的疼痛，手臂弯曲时用力伸直也会有痛感。X射线投射和核磁共振检查都可以帮助诊断，排除其他可能，如神經壓迫。同时应根据患者病史综合判断。

## 治疗
一般的网球肘的治疗可让关节通过休息恢复。初期应尽量停止该关节运动，避免手掌朝下提东西，避免拧瓶盖、炒菜。休息时应侧卧，可口服阿司匹林或Voren(NSAID類)来减轻肌腱炎症。類固醇的局部注射也可帮助肌腱恢复。佩戴前臂护具也可减少受损肌腱的负担。注意护具要戴在前臂而非肘部。
大多数不需要进行手术，若长期疼痛经休息治疗仍不见好转可考虑进行手术，切除肌腱退化的部分，将肌腱缝合，并去除突出的多余的骨骼。
在运动和工作过程中也应该多次休息。

## 预防
避免关节过度使用，运动前要充分做好拉伸关节的活动，运动中要多次休息。各种运动时都要坚持正确的姿势。